# 甲立站
甲立站（日语：／ Kōtachi eki */?）是位於廣島縣安藝高田市，屬於西日本旅客鐵道（JR西日本）的藝備線車站。本站是舊甲田町的代表車站，快速列車「三次快車」在本站停靠。而此站也曾是急行列車的停靠站。

## 歷史
- 1915年（大正4年）4月28日 - 藝備鐵道（日语：芸備鉄道）東廣島站（第一代，不是現時山陽新幹線車站）至志和地站開業，此站啟用。
  - 當時車站地址為廣島縣高田郡小田村高田原。
- 1937年（昭和12年）7月1日 - 藝備鐵道被國有化，備中神代站至廣島站之間成為藝備線。此站成為藝備線車站。
- 1956年（昭和31年）4月1日 - 隨著甲田町（日语：甲田町）成立，車站地址變成廣島縣高田郡甲田町高田原。
- 1971年（昭和46年）12月10日 - 結束貨物起卸業務[1]。
- 1987年（昭和62年）4月1日 - 伴隨國鐵分割民營化，車站由西日本旅客鐵道（JR西日本）營運。
- 1989年（平成元年）10月 - 成為無人車站[2]。
- 1996年（平成8年）6月 - 現時的車站大樓竣工[2]。
- 2002年（平成14年）10月5日 - 實施時間表修正，此站成為快速列車（後來為「通勤快車」）停車站。
- 2003年（平成15年）10月1日 - 實施時間表修正，此站成為快速「三次快車」停車站。
- 2004年（平成16年）3月1日 - 隨著安藝高田市成立，車站地址變成廣島縣安藝高田市甲田町高田原。
- 2007年（平成19年）7月1日 - 實施時間表修正，急行「三次」和快速「通勤快車」（均停此站）全部廢止整止，並整合至快速「三次快車」。
- 2018年（平成30年）7月6日 - 發生豪雨，使此站暫停營業。
- 2019年（平成31年）4月4日 - 三次站至中三田站之間暫定重開[3]。

## 車站構造
本站是地面車站，並設有1面2線的島式月台。站房位於路線西邊，並且同時設有「甲迎館資訊中心」，於1996年（平成8年）竣工。月台與車站外邊之間透過跨線橋連接。
此站是由廣島站管理的簡易委託車站，並委托安藝高田市負責車站業務。實際上業務由市指定管理者（株式会社こうだ21）管理甲迎館和車站。站房內的1樓設有售票櫃臺，在早上和下午之間會使用POS終端進行售票業務。

### 月台
| 月台 | 路線   | 上下行 | 方向               |
| ---- | ------ | ------ | ------------------ |
| 1    | 藝備線 | 上行   | 三次、備後庄原方向 |
| 2    | 藝備線 | 下行   | 志和口、廣島方向   |

截至2016年3月，月台上設有月台編號牌。另外，下行線為一線通過結構，可從兩方向進站和向兩方向出發。此站在2016年梅雨季節發生大雨時，列車會在此站折返。

## 使用狀況
以下為近年1日平均乘車人次列表。
| 年度               | 1日平均 乘車人次 | 參考資料    |
| ------------------ | ---------------- | ----------- |
| 2002年（平成14年） | 288              | [ 4 ]       |
| 2003年（平成15年） |                  |             |
| 2004年（平成16年） |                  |             |
| 2005年（平成17年） | 280              | [ 5 ]       |
| 2006年（平成18年） | 265              | [ 5 ]       |
| 2007年（平成19年） | 244              | [ 5 ]       |
| 2008年（平成20年） |                  |             |
| 2009年（平成21年） | 225              | [ 6 ]       |
| 2010年（平成22年） | 225              | [ 6 ]       |
| 2011年（平成23年） | 213              | [ 6 ] [ 7 ] |
| 2012年（平成24年） | 211              | [ 6 ] [ 7 ] |
| 2013年（平成25年） | 205              | [ 6 ] [ 8 ] |
| 2014年（平成26年） | 202              | [ 6 ] [ 7 ] |
| 2015年（平成27年） | 203              | [ 6 ] [ 7 ] |
| 2016年（平成28年） | 201              | [ 6 ] [ 7 ] |
| 2017年（平成29年） | 194              | [ 7 ]       |

## 車站周邊
- 安藝高田市政廳 甲田分所（前 甲田町公所）
- 甲田郵局
- 廣島銀行吉田分店甲田出張所
- EDION（日语：エディオン）甲田店
- 安藝高田市立甲田中學
- 安藝高田市立甲田小學
- 江之川
- 國道54號（日语：国道54号）
- 菊山
- 甲立古墳（日语：甲立古墳）
- 毛宗坊山
- 高林坊 - 通称「安藝之大本山」。為日本文化財產。

## 相鄰車站
西日本旅客鐵道（JR西日本）
 藝備線
■快速「三次快車」
三次－甲立－向原
■普通
上川立－甲立－吉田口

## 注腳
1. ↑  「戸坂など七駅を無人化」『中國新聞』昭和46年10月23日廣島版 8面
2. 1 2 3  . 交通新聞 (交通新聞社). 1996-09-09: 2 （日语）.
3. ↑  . www.westjr.co.jp.   [2019-04-03]. （原始内容存档于2019-04-03） （日语）.
4. ↑  「飲食・小売の出店を科学する出店戦略情報局」之存檔數據
5. 1 2 3   (PDF). 安芸高田市. 2009年3月  [2016-10-12]. （原始内容存档 (PDF)于2016-10-12） （日语）.
6. 1 2 3 4 5 6 7 8   (PDF). 安芸高田市. 2018年1月  [2020-07-06]. （原始内容存档 (PDF)于2020-09-27） （日语）.
7. 1 2 3 4 5 6  國土數値情報 不同站的上下車人次數據
8. ↑   (PDF). 広島市. 2016-03-30  [2016-10-03]. （原始内容 (PDF)存档于2016-10-05） （日语）.

## 外部連結
- 甲立｜車站資訊：JR出門網 - 西日本旅客鐵道（日語）